# Мезенцев, Иван Михайлович
Иван Михайлович Мезенцев (5 [18] июля 1904, Курганский уезд, Тобольская губерния — 5 августа 1981, Курган) — участник Великой Отечественной войны, полный кавалер орденом Славы, старшина. После войны работал в колхозе, затем рыбаком Курганского рыбзавода.

## Биография
И. М. Мезенцев родился 5 (18) июля 1904 года в крестьянской семье в селе Малое Чаусово Мало-Чаусовской волости Курганского уезда Тобольской губернии, с 12 февраля 1944 года село в черте города Кургана Курганской области. Русский.
Работал в колхозе «Сибиряк», затем со 2 января 1941 по 24 июля 1942 года рабочим Булатовского ОЛП Усольского ИТЛ НКВД СССР в городе Соликамске Молотовской области (ныне Пермский край).
24 июля 1942 года был призван в Рабоче-крестьянскую Красную Армию Соликамским РВК Молотовской области. В запасном полку получил специальность бронебойщика, и с августа того же года участвовал в боях с немецко-вражескими захватчиками. Воевал на Брянском, Центральном, 1-м, 2-м, 3-м Белорусских фронтах.
Летом 1943 года на Курской дуге младший сержант Мезенцев командовал отделением истребителей танков 3-го стрелкового батальона 755-го стрелкового полка 217-й стрелковой дивизии. Во время одного из контрударов противников ему из противотанкового ружья удалось подбить две вражеские машины. За этот бой Мезенцев получил свою первую боевую награду — медаль «За отвагу». 18 июля 1943 года был ранен и попал в госпиталь.
Вернулся в свой полк, когда уже шли бои за освобождение Белоруссии, и был назначен в отделение разведки. 27 февраля 1944 года во время наступления на деревню Ракшин первым ворвался в расположение противника и в завязавшейся рукопашной схватке уничтожил из автомата трёх фашистов, а затем при отражении контратаки расстрелял в упор ещё четырёх вражеских солдат, сам был ранен, но не покинул поля боя. Приказом по 217-й стрелковой дивизии от 7 марта 1944 года младший сержант Мезенцев Иван Михайлович награждён орденом Славы 3-й степени.
При возвращении в часть после лечения был назначен командиром отделения взвода пешей разведки 755-го стрелкового полка 217-й стрелковой дивизии 48-й армии 1-го Белорусского фронта. 16 августа 1944 года в районе населённого пункта Стоково отделение Мезенцева проникло в тыл с целью разведать огневые точки противника. При возвращении у самой линии фронта наткнулись на противников и пришлось пробиваться с боем. В этом скоротечном бою Мезенцев лично поджёг танк противника, разведчики перебили фашистов, в панике выскочивших из горящей машины, уничтожили две огневые точки противника вместе с прислугой и захватили пленного. Отделение без потерь возвратилось в свою часть. Пленный дал важные показания командованию. Добытые разведчиками сведения помогли артиллеристам перед наступлением подавить большинство огневых точек врага. Приказом по войскам 46-й армии от 24 августа 1944 года младший сержант Мезенцев Иван Михайлович награждён орденом Славы 2-й степени.
Вскоре в боях на территории Польши разведчик вновь отличился. 1 сентября 1944 года разведгруппа Мезенцева вела поиск в районе деревни Медлинек Острув-Мазовецкого уезда. Разведчики наткнулись на группу противников и вынуждены были вступить в бой. Было уничтожено более десяти противников и один взят в плен. Захваченный дал ценные сведения, что помогло успешно прорвать оборону противника.
Указом Президиума Верховного Совета СССР от 24 марта 1945 года за образцовое выполнение заданий командования в боях с немецко-вражескими захватчиками беспартийный младший сержант Мезенцев Иван Михайлович награждён орденом Славы 1-й степени и стал полным кавалером ордена Славы.
Прошел с боями до Восточной Пруссии. В августе 1945 года старшина Мезенцев был демобилизован.
Вернувшись на родину, двадцать лет трудился в колхозе «Боевик» деревни Галкино, после этого работал в Машдоротделе № 35 города Кургана, рыбаком Курганского рыбзавода. После выхода на пенсию трудился вахтёром вневедомственной охраны.
Иван Михайлович Мезенцев умер 5 августа 1981 года, похоронен на кладбище села Глинки города Кургана Курганской области. В августе 2019 года был обновлён надгробный памятник.

## Награды
- Орден Красной Звезды, 10 марта 1945 года[5]
- Орден Славы I степени № 2646, 24 марта 1945 года[6]
- Орден Славы II степени № 2547, 24 августа 1944 года
- Орден Славы III степени № 127912, 7 марта 1944 года[7]
- Медаль «За отвагу», 10 июня 1943 года[8]

## Память
Мемориальная доска на доме где жил ветеран, город Курган, ул. Карла Маркса, 107, установлена  в 1982 году, скульптор Олег Константинович Гудков.